# Metastenasellus leleupi
Metastenasellus leleupi là một loài chân đều trong họ Stenasellidae. Loài này được Chappuis miêu tả khoa học năm 1951.